# Kvarteret Acteon

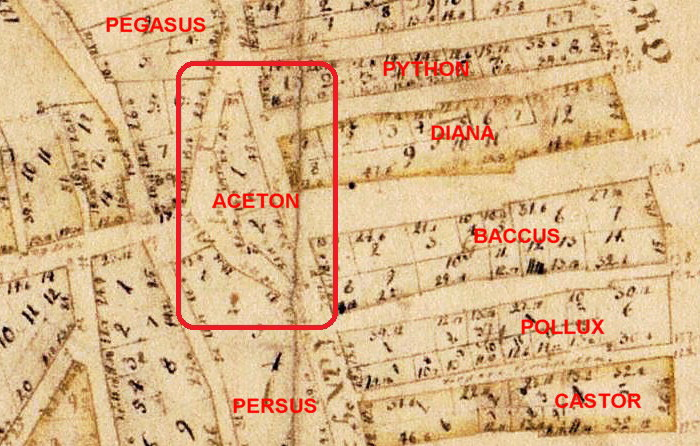
Kvarteret Acteon 1716

Kvarteret Acteon var ett litet kvarter i anslutning till Köpmantorget i Gamla stan, Stockholm. Kvarteret existerade fram till 1820-talet. 1912 invigdes på denna plats en replik av Sankt Göran och draken.

## Historik

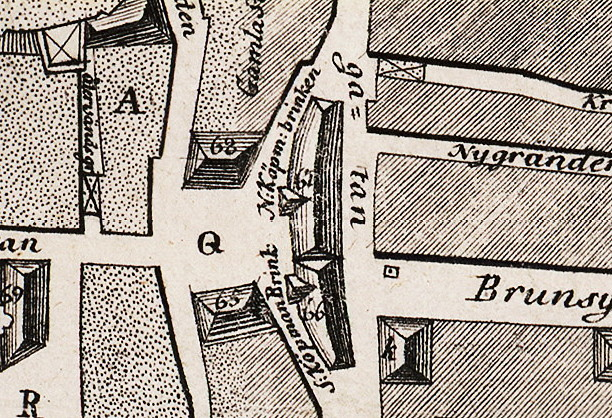
Jonas Brolins karta över området år 1771. Q: Lilla Köpmantorget; nr 66: Fru Burmans hus; nr 67: Sjöbergska huset.

Kvarteret Acteon hade en långsträckt, triangulär form och bestod av två fastigheter. Acteon låg mellan Köpmantorget och Österlånggatan och tog upp nivåskillnaden däremellan. Norra och södra Köpmanbrinken avgränsade kvarteret i norr och söder. På Petrus Tillaeus karta från 1733 har det nummer 85 Acteon. Namnet kommer, som för de flesta kvarter i Gamla stan, från den grekiska mytologin; här prinsen och jägaren Akteon. 
I Sjöbergska huset (nr 67 på Jonas Brolins karta från 1771) inrättades den 12 maj 1787 Stockholms första synagoga av överrabbin Hirsch Levi från Mecklenburg. Synagogan flyttades redan efter några år till kvarteret Cupido vid Tyska brunnsplan och 1870 därifrån till sin nuvarande adress på Wahrendorffsgatan, invid Berzelii park. Huset där synagogan tidigare funnits störtade samman efter ett ras 1821, och kvarterets återstående bebyggelse revs under de följande tio åren (kvarteret finns i husförhörslängden sista gången 1830-31).
Sedan oktober 1912 finns här en replik av Sankt Göran och draken som göts i brons av Otto Meyers konstgjuteri. På sidan mot Österlånggatan anordnades en fontänskulptur utformad som en brunn med tre medeltida stadsportar genom vilka vatten rinner ner i fontänbassängen. De symboliserar de tre strömmarna som först omgärdade Gamla Stan (nuvarande Norrström, Stallkanalen och Söderström). Fontänbrunnen skall även påminna om den offentliga brunnen som på 1400-talets mitt låg vid dåvarande Fiskartorget.